# Кизанс (Ду)
Кизанс (фр. Cusance) насеље је и општина у источној Француској у региону Франш-Конте, у департману Ду која припада префектури Безансон.
По подацима из 2011. године у општини је живело 82 становника, а густина насељености је износила 20,3 становника/km². Општина се простире на површини од 4,04 km². Налази се на средњој надморској висини од 330 метара (максималној 490 m, а минималној 300 m).

## Демографија
| 1962. | 1968. | 1975. | 1982. | 1990. | 1999. | 2011. |
| ----- | ----- | ----- | ----- | ----- | ----- | ----- |
| 66    | 79    | 83    | 69    | 68    | 75    | 82    |

График промене броја становника у току последњих година